# Chelsea Handler
Chelsea Joy Handler (Livingston, New Jersey, 25 februari 1975) is een Amerikaans stand-upcomédienne, presentatrice, schrijfster en actrice. Ze kreeg in 2007 een eigen televisieprogramma genaamd Chelsea Lately, op E!.

## Levensloop
Als jongste van zes kinderen werd ze Joods opgevoed door haar Mormoonse moeder Rita en haar Joodse vader Seymour.

### Optredens
Handler heeft nationaal als stand-upcomédienne opgetreden, kwam geregeld terug in het televisieprogramma Girls Behaving Badly en andere programma's waaronder Weekends at the D.L., The Bernie Mac Show en The Practice. Ze geeft geregeld commentaar in programma's van E!, in Scarborough Country en als verslaggever in The Tonight Show. Ze was te gast in Red Eye w/ Greg Gutfeld en The View, ook presenteerde ze dit programma meerdere keren.